# Mätjaure
Mätjaure (aktuell stavning Mähtjávrre) är en sjö i Arjeplogs kommun i Lappland och ingår i Piteälvens huvudavrinningsområde. Sjön har en area på 0,813 kvadratkilometer och ligger 478,1 meter över havet. Mätjaure ligger i Tjeggelvas Natura 2000-område. Sjön avrinner till en liten sjö som i sin tur avrinner till Lulep Tjuoiva.

## Delavrinningsområde
Mätjaure ingår i det delavrinningsområde (739269-158559) som SMHI kallar för Utloppet av Mätjaure. Medelhöjden är 500 meter över havet och ytan är 4,67 kvadratkilometer. Räknas de 5 avrinningsområdena uppströms in blir den ackumulerade arean 114,05 kvadratkilometer. Det vattendrag som avvattnar avrinningsområdet har biflödesordning 2, vilket innebär att vattnet flödar genom totalt 2 vattendrag innan det når havet efter 271 kilometer. Avrinningsområdet består mestadels av skog (82 procent). Avrinningsområdet har 0,81 kvadratkilometer vattenytor vilket ger det en sjöprocent på 17,3 procent.